# 6712 Hornstein
6712 Hornstein este un asteroid din centura principală de asteroizi.

## Descriere
6712 Hornstein este un asteroid din centura principală de asteroizi. A fost descoperit pe 23 februarie 1990 la Observatorul Kleť de Antonín Mrkos. Asteroidul prezintă o orbită caracterizată de o semiaxă mare de 2,40 ua, o excentricitate de 0,12 și o înclinație de 1,0° în raport cu ecliptica.